# Lucie Coutaz
Pour les articles homonymes, voir Coutaz.
Lucie Coutaz (ou Coutaz-Repland), née le 9 mai 1899 à Grenoble (Isère) et décédée le 16 mai 1982 à Charenton-le-Pont (Val-de-Marne), à l'origine assistante sociale, est la cofondatrice d’Emmaüs et secrétaire de l'abbé Pierre de la Seconde Guerre mondiale jusqu'à sa mort.
Lucie Coutaz est, comme l'abbé Pierre, enterrée dans le village d'Esteville, en Seine-Maritime (76), avec le premier compagnon d'Emmaüs.

## Biographie
Lucie Coutaz naît à Grenoble en 1899 d’un père ouvrier agricole puis cantonnier. Lucie Coutaz est engagée à 16 ans comme secrétaire aux pâtes Lustucru puis chez Cartier-Millon. Des douleurs dorsales l’empêchent de travailler. Elle est contrainte d'être alitée et de porter un corset orthopédique. Après quatre ans de souffrance liée à une paralysie diagnostiquée comme  un Mal de Pott dans les vertèbres, en désespoir de cause, elle se rend à Lourdes en 1921 à l'âge de 22 ans. Sa guérison « miraculeuse » selon elle, n'a pas été reconnue officiellement, car, lorsqu'elle est revenue guérie, son médecin traitant de l'époque  l'ayant diagnostiqué comme étant incurable n'a pas voulu témoigner devant la commission chargée de l'enquête. Le «miracle» n’est pas homologué, mais la conforte dans sa foi. Elle reprend son travail de secrétaire puis devient responsable permanente des syndicats CFTC de l’Isère. Elle étudie la sténodactylographie. Elle fut ensuite secrétaire et reprit la direction des syndicats chrétiens de Grenoble, sa ville natale, grâce aux recommandations du Vicaire général de la ville. Elle prend aussi le rôle d'assistante sociale lors du début de la Seconde Guerre mondiale (1940-1945). Elle faisait partie de la congrégation de religieuses de Notre-Dame de Sion, engagées dans la vie laïque. Par ailleurs la congrégation, contraire à son engagement, l'exclura de ce fait.

### Résistance et rencontre avec l'Abbé Pierre
Pendant la guerre, Lucie Coutaz s’engage à l’Office social de renseignements et devient l’une des plus actives militantes du Comité interrégional de liaison des organisations syndicales chrétiennes, fondées en réaction aux mesures de Vichy. Dans ce contexte, Henri Grouès alias l’abbé Pierre, alors vicaire de la cathédrale de Grenoble, lui rend visite en mars 1943. Il cherche des faux papiers pour faire passer en Suisse des Juifs venus frapper à la porte de son presbytère de Grenoble, au moment des rafles. 
À la Libération, Henry Grouès et Lucie Coutaz obtiennent tous les deux la Croix de guerre par le gouvernement provisoire (GPRF).
Elle sera ensuite sollicitée par l'abbé Pierre, pour l'aider dans son projet Emmaüs et elle deviendra très vite cofondatrice du Mouvement Emmaüs et directrice (officieuse) de celui-ci dès 1954 avec l'Appel de l'hiver. Cette collaboration durera jusqu'à la mort de Lucie en 1982.

### Rôle et influence dans le mouvement Emmaüs
En 1945, Lucie Coutaz accepte le rôle de secrétaire et de cofondatrice du mouvement Emmaüs proposé par l'abbé Pierre. Elle s'occupera alors de l'administration du mouvement, tout en assistant l'abbé dans toutes ses tâches. Elle fut un pilier très important pour l'organisation, mais aussi pour Henri Grouès. Elle accompagne l'abbé Pierre dans l'expansion internationale d'Emmaüs et gère la maison pendant ses nombreuses absences. 
Lors de l'Appel de février 1954 de l'abbé Pierre, celui-ci a la volonté d'opérer un changement dans les mentalités et une sensibilisation de la population, face à la pauvreté des autres. Cette lutte lui tient très à cœur et c'est justement à ce moment-là qu'il commence à laisser de plus en plus de tâches importantes dans l'organisation du mouvement à Lucie Coutaz. Elle devra bientôt gérer l'organisation et l'administration complète des communautés et des centres d'hébergements que compte le mouvement Emmaüs ; elle a de plus en plus de responsabilités. L'abbé Pierre prend alors le rôle de directeur représentant, il est la figure du mouvement tandis que Lucie Coutaz prend la direction administrative de celui-ci et opère plus dans l'ombre.
Une anecdote célèbre dans le mouvement Emmaüs témoigne de sa force de caractère : en l'absence de l'abbé Pierre, il y avait eu un incendie dans la première communauté. Lorsqu'il rentre, il entend des compagnons rentrant d'avoir été boire un verre avec les pompiers : « La Coutaz, pour une emmerdeuse, c'est une emmerdeuse, mais pour un mec, c'est un mec !! » . Laurent Desmars, président d’honneur de la fondation Abbé Pierre, témoin de leur relation, relate une personnalité particulièrement discrète à l'instar de l'abbé Pierre en déclarant « Même dans les archives de la fondation Abbé Pierre, on a un mal fou à retrouver des traces écrites d’elle » : elle n’aura pris publiquement la parole qu’une fois dans un livre paru en 1988, « Quarante ans avec l’abbé Pierre », où elle parle exclusivement de lui. 
En 1982, Lucie Coutaz décéde dans l'appartement de l'abbé Pierre, veillée par lui et son secrétaire et photographe, Roger Dick.

#### Cinéma
Dans le film Les chiffonniers d’Emmaüs, film de Robert Darène sorti en 1954, le personnage est interprété par Gaby Morlay. En 2023, à l'occasion de la sortie du film L’abbé Pierre, une vie de combats de Frédéric Tellier, la comédienne Emmanuelle Bercot qui incarne le rôle de Lucie Coutaz évoque un sentiment amoureux platonique et une personnalité possessive, du fait qu'elle faisait barrage face aux nombreuses sollicitations féminines autour de l'abbé Pierre ; tandis que le coscénariste du film, Olivier Gorce, relate que la rencontre avec Lucie Coutaz est fondamentale dans le parcours de vie de l'abbé Pierre tout en évoquant le mystère d'une vie commune pendant 40 ans.

## Distinctions
- Croix de guerre 1939-1945 avec étoile de bronze
- Médaille de la Résistance française (décret du 6 avril 1944)[11]

## Œuvre
Lucie Coutaz est l'auteur de l'ouvrage suivant : 
- 40 ans avec l'abbé Pierre, Éditions Bayard, Paris, éditions du Centurion, 1988.

Elle a écrit un livre à la demande de la revue Témoins qui l'a publié au cours de l'année 1970.
Il a été réédité pour répondre aux requêtes de beaucoup d'amis aux Éditions S.C.E.P.E.S en 1976.
Ce livre s'appelle : Lucie Coutaz...avec les chiffonniers d'Emmaüs. Sous titré : peines, luttes et joies.

## Cinéma
- Son rôle est interprété par Isabelle Petit-Jacques dans le film Hiver 54, l'abbé Pierre (1989).
- Son rôle est interprété par Emmanuelle Bercot dans le film L'Abbé Pierre : une vie de combats (2023).